# Кошта, Саму
Самуэ́л де Алме́йда Ко́шта (порт. Samuel de Almeida Costa; родился 27 ноября 2000), более известный как Саму́ Кошта (порт. Samú Costa) — португальский футболист,  полузащитник испанского клуба «Мальорка» и сборной Португалии.

## Клубная карьера
Уроженец Авейру, Самуэл выступал за молодёжные команды клубов «Бейра-Мар», «Гафанья» и «Палмейрас», пока не стал игроком футбольной академии «Браги» в 2016 году. 2 ноября 2019 года дебютировал в составе «Браги B» в матче против «Брагансы». В том же месяце подписал с «Брагой» профессиональный контракт до 2023 года. 25 июля дебютировал в основном составе «Браги» в матче португальской Примейра-лиги против «Порту».
В сентябре 2020 года отправился в сезонную аренду в испанский клуб «Альмерия». Летом 2021 года перешёл в клуб на постоянной основе.

## Карьера в сборной
В июле 2019 года в составе сборной Португалии до 19 лет сыграл на чемпионате Европы, который прошёл в Армении. Сыграл в трёх матчах на турнире: групповой игре против Испании, полуфинале против Ирландии и финале против Испании. Португальцы заняли на турнире второе место.